# Tommy Flanagan
Tommy Flanagan (sinh ngày 3/7/1965) là nam diễn viên người Scotland. Ông được biết đến với vai Filip "Chibs" Telford trong sê-ri Sons of Anarchy.